# Rąbiń

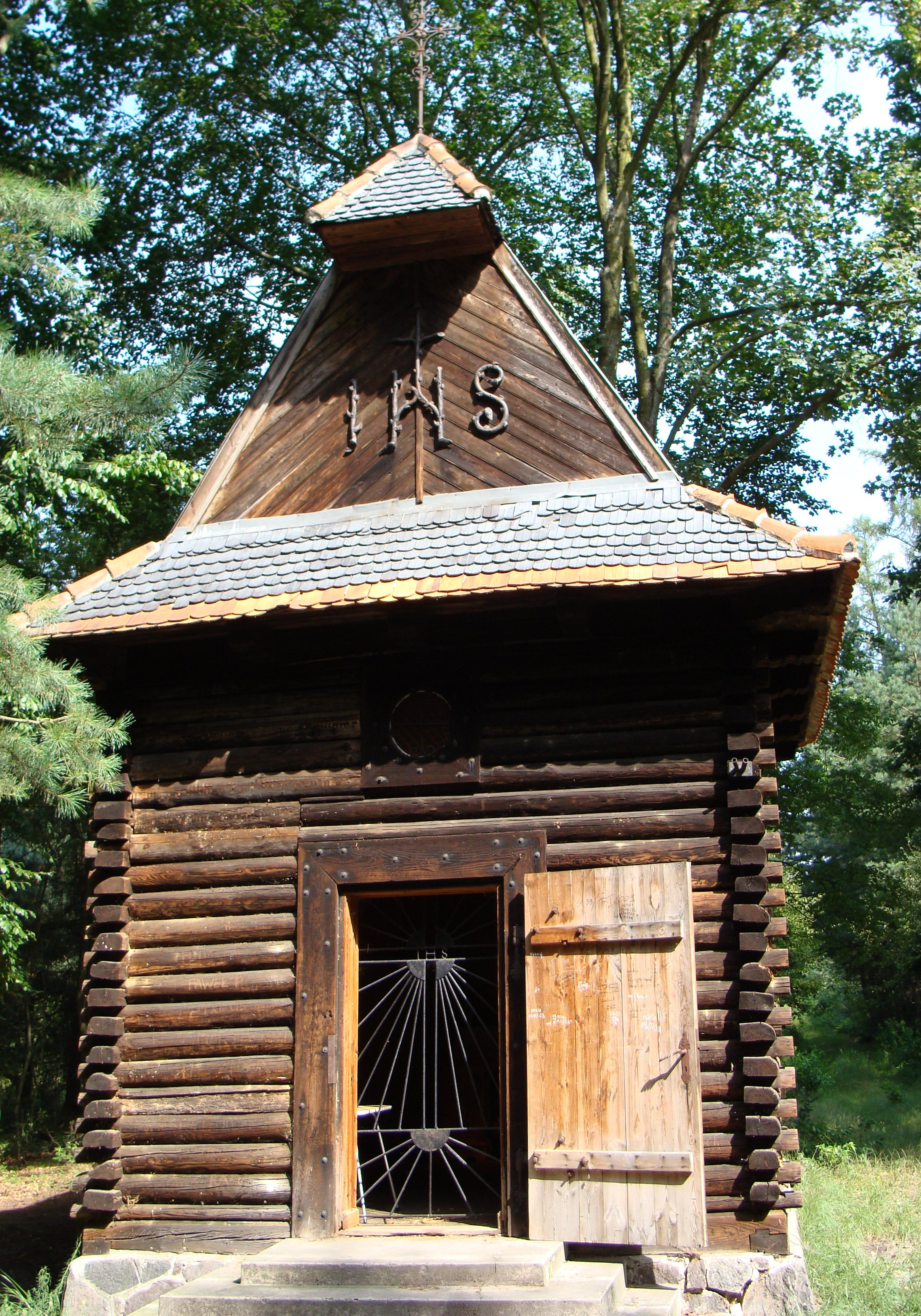
kaplica w rąbińskim lesie

Rąbiń (dawniej Rąbin, łac. Ranbino, niem. Rombin, 1939–45 Ackerrode) – wieś w województwie wielkopolskim, w powiecie kościańskim, w gminie Krzywiń. Położona jest na Pojezierzu Krzywińskim nad wyskockim rowem. Rąbiń leży na jednym ze szlaków rowerowych sieci EuroVelo (trasa nr 9, odcinek Poznań – Zaorle). Przez wieś przebiega także pielgrzymia Wielkopolska Droga św. Jakuba.
Rąbiń oraz okoliczne wsie (takie jak: Turew, Błociszewo, czy Stary Gołębin), leżące na terenie czterech gmin, w dwóch różnych powiatach – kościańskim i śremskim, stanowią z rolniczo-kulturowego punktu widzenia cenny obszar. Właśnie dlatego wraz z Rąbiniem, również kilkanaście innych miejscowości objętych zostało ochroną przez Park Krajobrazowy im. gen. Dezyderego Chłapowskiego, który utworzono w 1992 roku.

## Historia
W okresie Wielkiego Księstwa Poznańskiego (1815–1848) miejscowość wzmiankowana jako Rombin należała do wsi większych w ówczesnym pruskim powiecie Kosten rejencji poznańskiej. Rombin należał do okręgu krzywińskiego tego powiatu i stanowił część majątku Turwia (dziś Turew), którego właścicielem był wówczas (1846) gen. Dezydery Chłapowski. W skład majątku Turwia wchodził także folwark Rombinek oraz Wronowo. Według spisu urzędowego z 1837 roku Rombin liczył 440 mieszkańców, którzy zamieszkiwali 52 dymy (domostwa).
W okresie 1975–1998 miejscowość znajdowała się w leszczyńskiem.

## Urodzeni w Rąbiniu
- Stanisław Kostka Mielżyński – polski hrabia, wolnomularz, generał brygady Wojska Polskiego[10].

## Atrakcje turystyczne

### Kościół
Późnogotycka, zabytkowa świątynia pod wezwaniem Apostołów Piotra i Pawła, murowana z cegły, wzniesiona w końcu XV i I połowy XVI wieku z wykorzystaniem murów XIII-wiecznej budowli romańskiej. Kościół jest jednonawowy z parą bocznych barokowych kaplic z 1648 roku i neogotyckim prezbiterium z lat 1904–1905. Po obu stronach wejścia znajdują się kopie tablic VII i VIII stacji Kopaszewskiej Drogi Krzyżowej (oryginały mieści kaplica w Kopaszewie). W pobliżu stoi również XIX-wieczna plebania.

### Nekropolia Chłapowskich
Jest to niewielki, otoczony ceglanym murem cmentarz, znajdujący się wokół kościoła. Pochowani są m.in. Dezydery Chłapowski wraz z żoną Antoniną z Grudzińskich Chłapowską, jego ojciec – Józef Chłapowski oraz Joanna Grudzińska – księżna łowicka, żona wielkiego księcia Konstantego Pawłowicza (zm. 1831; jej grób przeniesiono w 1929 roku z Carskiego Sioła).

### Pomniki
Przed kościołem, po drugiej stronie drogi w kierunku Dalewa stoi kamienny obelisk o podstawie trójkąta, ozdobiony płaskorzeźbami na każdej ze stron, pochodzący z 1764 roku.
Na rynku (pl. Kościuszki) znajduje się głaz z tablicą, która upamiętnia fakt podpisania w okolicy Rąbinia aktu oficjalnego przystąpienia Wielkopolski do powstania przeciw pruskiemu zaborcy.